# Draadeind

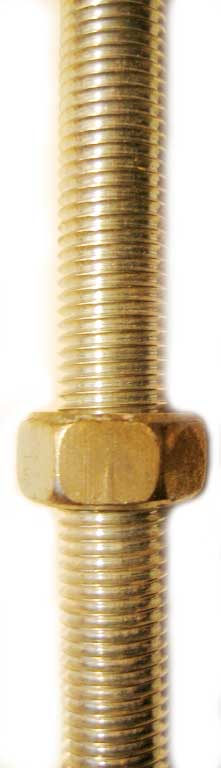
Draadeind met moer

Een draadeind of draadstang is in de regel een massieve ronde metalen staaf die over de gehele lengte voorzien is van schroefdraad. In combinatie met ten minste twee moeren wordt een draadeind gebruikt om twee of meer voorwerpen met elkaar te verbinden of tegen elkaar te klemmen. In tegenstelling tot een bout heeft een draadeind geen kop, maar kan er vanaf beide uiteinden een moer op gedraaid worden.
Een draadeind is meestal van staal; om corrosie te voorkomen wordt een draadeind dan verzinkt of anderszins beschermd. Ook andere materialen zoals roestvast staal, kunststof of hout kunnen worden gebruikt en zijn afhankelijk van het gebruik en toepassing.